# Vechtstroom

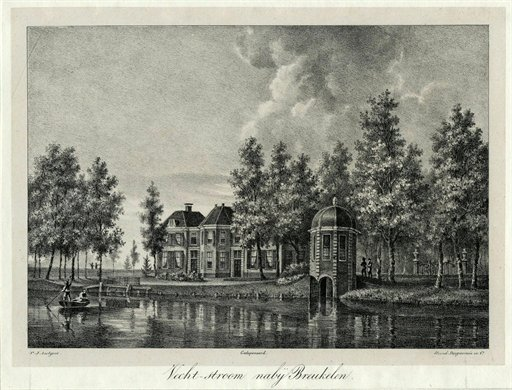
Vechtstroom omstreeks 1835 afgebeeld door P.J. Lutgers.

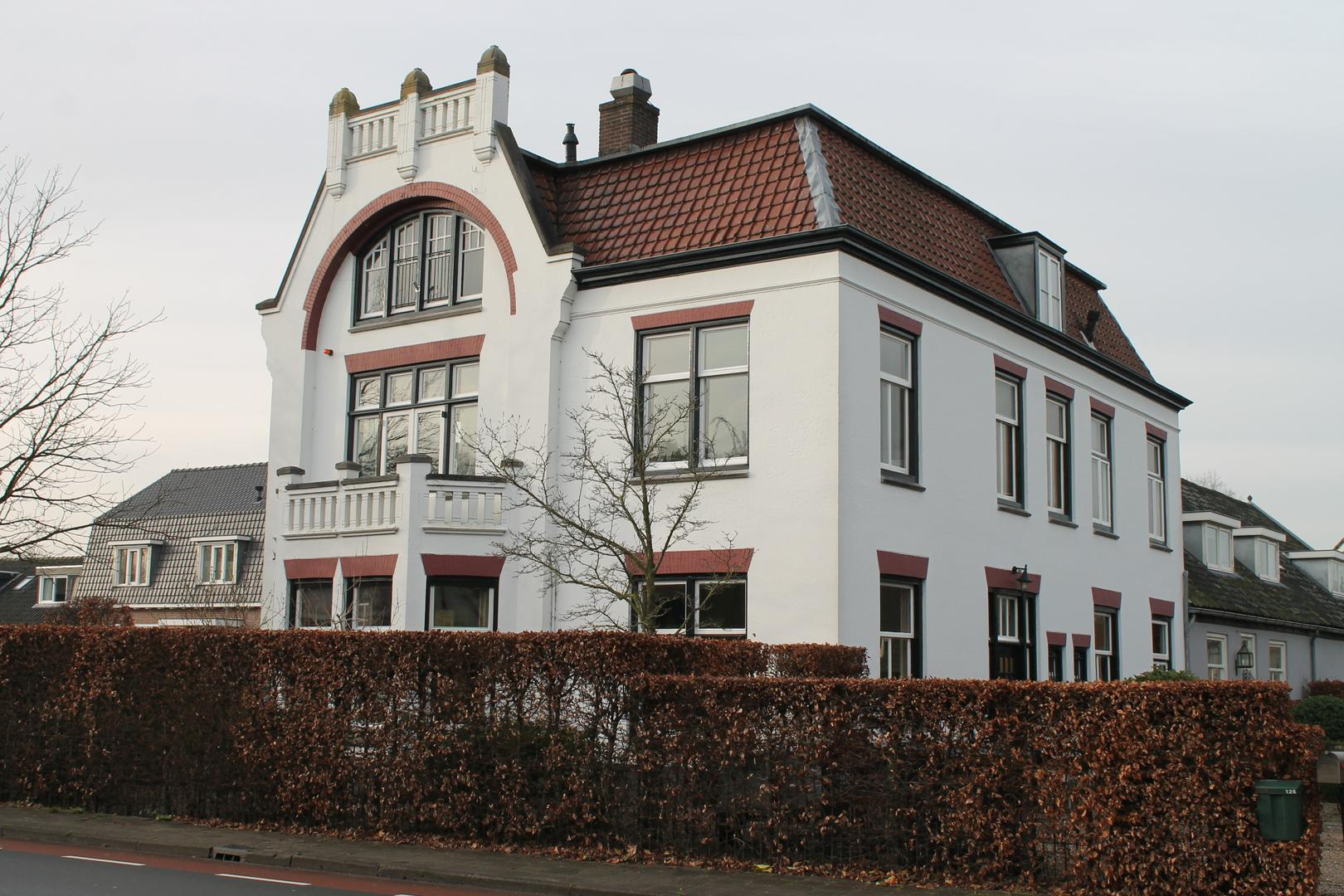
De dwarshuisboerderij Vechtstroom.

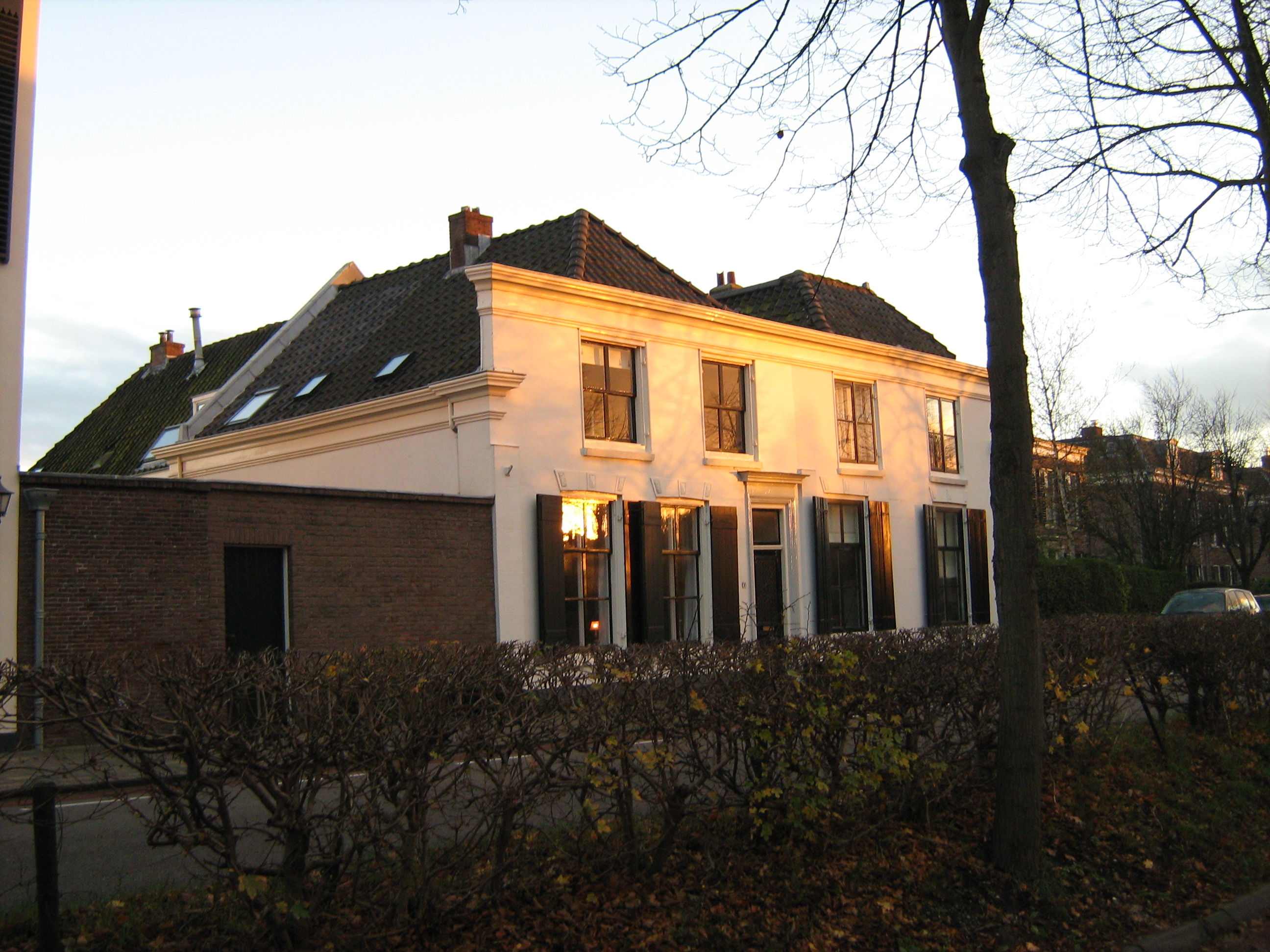
Het voormalig koetshuis dat thans de naam Vechtstroom draagt.

Vechtstroom of Vecht(-)Stroom is een gedeeltelijk bewaard gebleven buitenplaats langs de rivier de Vecht in het Nederlandse dorp Breukelen. De buitenplaats is thans een monument.

## Geschiedenis
Het oorspronkelijk hoofdhuis is in de 17e eeuw gebouwd. De eerste bekende akten met vermelding van de naam Vechtstroom dateren uit 1694 en bevinden zich in Rijksarchief Utrecht. Vechtstroom vormde samen met de buitenplaatsen Hoogerlust (thans Nieuw-Hoogerlust), Vegtvliet en Hofwerk de vier buitenplaatsen aan de noordkant van Breukelen. De buitenplaats is circa 100 meter ten zuiden van Hoogerlust gebouwd. Het moet ook voor die tijd reeds een grote buitenplaats zijn geweest gezien de daarmee gemoeide oppervlakte en bedragen die als onderpand werden gevraagd voor de buitenplaats.
Rondom de periode 1714-1721 wordt de buitenplaats verder uitgebreid met een stal, botenhuis en theekoepel. De buitenplaats wordt ook vergroot met een enorme overtuin die uiteindelijk bijna 13,5 hectaren beslaat en uit bosschages, boomgaarden en waterpartijen bestond. De overtuinen van Vechtstroom en Vegtvliet worden uiteindelijk samengevoegd en opnieuw aangelegd en ontworpen door de bekende Haarlemse landschapsarchitect Jan David Zocher jr.
Rond 1735 wordt dan het koetshuis bij de buitenplaats gebouwd. Dit koetshuis is thans het nog enige bestaande deel van de buitenplaats en heeft in de loop der tijd de naam van de oude buitenplaats overgenomen. De toenmalige eigenaren van Vechtstroom bezaten tevens Vegtvliet en woonden in deze laatste buitenplaats. Als gevolg daarvan raakte Vechtstroom na verloop van tijd in verval. De buitenplaats zelf is vervolgens rond 1834 volgens het Kadaster afgebroken en de theekoepel deelde hetzelfde lot in 1876.
Het terrein van Vechtstroom, dat aanvankelijk alleen maar groeide en onder meer werd samengevoegd met de buitenplaats Groenevecht en de boerderijen Groenlust en Voortwijk en de stal van Hoogerlust (thans Straatweg 202) die aan het koetshuis werd toegevoegd, is in de jaren daarna in verschillende percelen verkocht. Eerst werden de delen aan de zuidkant van het terrein verkocht. In 1884 werd het terrein gekocht door de vermogende timmerman Griffioen die op dit terrein vervolgens vier huizen in twee blokken liet bouwen en het perceel verder verkavelde (thans Straatweg 188 tot en met 194).
Het koetshuis, dat inmiddels de naam van de buitenplaats had overgenomen werd verkaveld tot drie woningen (thans Straatweg 198,200 en 202). In 1886 werd vervolgens nog een losstaand huis gebouwd (thans Huize Deli, Straatweg 196). In diezelfde periode werd ook het vrije zicht vanaf de Straatweg minder doordat bij akte in 1883 het recht van beplanting aan de Oostzijde van de Straatweg aan de koper(s) werd toegezegd.
De overtuin werd eveneens verkaveld. 
Het eerste deel van ruim 9 hectare werd verkocht in 1872, alwaar de boerderij Vechtstroom verscheen (thans Straatweg 125). De oorspronkelijke boerderij is rond 1910 bij het  voorhuis geheel verbouwd. Het voorhuis en achterhuis vormen samen een gemeentelijk monument.
Na verloop van tijd verkavelde ook de rest van de overtuin en de gronden behorende bij de boerderij Vechtstroom tot thans Straatweg 127 tot en met 147, waarvan de meeste huizen rond 1925 zijn gebouwd.
Thans is de boerderij in gebruik als producent van biologische voedingswaren.

## Bewoners
Vanaf 1694 heeft de buitenplaats de volgende bewoners gekend:
- 1694-1703 Pieter Haringh, koopman te Amsterdam
- 1703-1710 Jacob Haring en Barbara Elsevier, koopman te Amsterdam
- 1710-1714 Barbara Elsevier
- 1714-1721 Philippus Eylbracht en Vrouwtje Elias
- 1721-1725 Johannavan der Heijden
- 1725-1732 Abraham Veerom
- 1732-1753 Jan Willink en Debora Bleeker, koopman te Amsterdam
- 1753-1753 Jacob de Haan en Anne Willink
- 1753-1766 Everardus Dudok en Anna Martha de With, plantagehouder
- 1766-1785 Eva van Eybergen
- 1785-1802 Ludolf de With Hoevenaar en Christina Gezina van Hoorn
- 1802-1821 Hendrik Willem Cramer en Sara Hendrina Cramer, Raad van Amsterdam
- 1821-1822 Sara Hendrina Cramer
- 1822-1834 Jan Coenraad Duuringen Albertine Gildemeester, Heer van Kockengen en Kortenhoef
- 1834-1854 Albertine Gildemeester
- 1854-1871 Gerard Duuring en Louize van der Hout, burgemeester van Breukelen
- 1871-1873 Louize van der Hout
- 1873-1875 Coenraad Klausz, kostschoolhouder
- 1875-1881 Johan Goester, kostschoolhouder
- 1881-1883 Joan Adam Matthes, commissionair te Amsterdam
- 1883-1952 Hendrik Griffioen en nazaten (splitsing)
- 1952-1952 M. Ultee en C. Rijksen

1. Nr. 198

- 1952-heden Fam. Broekhuizen

1. Nr. 200

- 1952-1975 Fam. Hollestelle
- 1975-1996 Fam. Benders
- 1996-2006 Mevrouw B. Mulder
- 2006-heden Fam. van der Ham

1. Nr.202

- 1952-1997 Fam. Hollestelle
- 1997-heden Fam. Oosthoek